# Ramadan Szallah

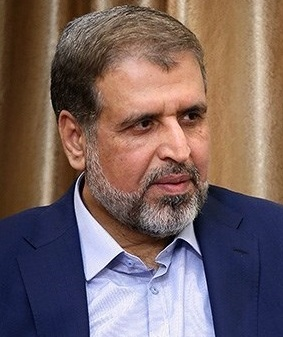
Ramazan Şallah

Ramadan Abd Allah Szallah (arab. رمضان عبد الله شلح, Ramaḍān ʿAbd Allāh Shallaḥ; ur. 1 stycznia 1958 w Asz-Szudża’ijji w Strefie Gazy, zm. 6 czerwca 2020) – jeden z założycieli, a w latach (1995–2018) także sekretarz generalny Palestyńskiego Islamskiego Dżihadu.
Szallah zdobył doktorat w zakresie bankowości i ekonomii w Wielkiej Brytanii, a następnie pracował jako profesor na uniwersytetach w USA (Tampa), Strefie Gazy, Egipcie i Wielkiej Brytanii (Londyn). Po zabójstwie poprzedniego lidera Dżihadu Fathiego asz-Szikakiego na Malcie w 1995 roku, został wybrany jego nowym przywódcą. Był od tego czasu ścigany przez amerykańskie władze jako międzynarodowy terrorysta (dokument rządowy z 27 listopada). Odbudował Dżihad po niemal całkowitym unicestwieniu go przez izraelskie służby specjalne.  Przebywał prawdopodobnie w Damaszku, jednak stopniowo tracił wsparcie rządu syryjskiego. Był zwolennikiem bliskich stosunków z Iranem.